# 台北駐日経済文化代表処那覇分処
台北駐日経済文化代表処那覇分処（タイペイちゅうにちけいざいぶんかだいひょうしょなはぶんしょ、繁体字中国語: 臺北駐日經濟文化代表處那霸分處、英語: Naha Branch, Taipei Economic and Cultural Representative Office in Japan）は、中華民国（台湾）が日本の沖縄県那覇市に設置している領事館級の外交代表機構である。一つの中国政策による制約のため、1972年9月の日華断交後は両国間に正式な外交関係はないが、民間機関という名目で実質的な外交代表機構が置かれている。

## 沿革
沖縄における中華民国の外交代表機構は、米軍占領期の中琉文化経済協会（繁体字中国語: 中琉文化經濟協會、英語: Sino-Ryukyuan Cultural Economic Association）およびその下部組織として日本の施政下に戻った沖縄に設置された中琉文化経済協会駐琉球弁事処（繁体字中国語: 中琉文化經濟協會駐琉球辦事處）を前身とする。2007年、現行の台北駐日経済文化代表処那覇分処が発足して、外交代表機構としての地位を中琉文化経済協会駐琉球弁事処から継承した。

## 所在地
| 日本語 | 〒900-0015 沖縄県那覇市久茂地3-15-9 アルテビル那覇6階                               |
| 中国語 | 郵遞區號900-0015 沖繩縣那霸市久茂地3-15-9 Arte Building那霸6樓                      |
| 英語   | 6th Floor, Arte Building Naha, Kumoji 3-15-9, Naha-shi, Okinawa Prefecture 900-0015 |

## 公館長

### 中琉文化経済協会会長
| 代 | 氏名（日本語） | 氏名（中国語繁体字） | 着任   | 退任   | 備考                               |
| -- | -------------- | -------------------- | ------ | ------ | ---------------------------------- |
| 1  | 方治           | 方治                 | 1958年 | 1972年 | 会長としては引き続き1988年まで在任 |

### 台北駐日経済文化代表処那覇分処長
| 代 | 氏名（日本語） | 氏名（中国語繁体字） | 着任       | 退任       | 備考                   |
| -- | -------------- | -------------------- | ---------- | ---------- | ---------------------- |
| 1  | 李明宗         | 李明宗               | 2007年4月  | 2011年1月  | 横浜分処長             |
| 2  | 粘信士         | 粘信士               | 2011年1月  | 2013年12月 | 横浜分処長、札幌分処長 |
| 3  | 蘇啓誠         | 蘇啓誠               | 2013年12月 | 2018年7月  | 大阪弁事処長           |
| 4  | 范振国         | 范振國               | 2018年7月  | 2022年3月  | [ 7 ]                  |
| 5  | 王瑞豊         | 王瑞豐               | 2022年3月  | （現職）   | [ 8 ]                  |